# Sant'Abbondanzio
Abbondanzio (... – Rignano Flaminio, 304) è stato un diacono romano che subì il martirio ed è venerato come santo dalla chiesa cattolica.

## Agiografia e culto
Fu un diacono, martirizzato, secondo la tradizione, probabilmente nel 304 insieme a sant'Abbondio il presbitero, san Marciano e san Giovanni, sul Monte Soratte, lungo la Via Flaminia, presso Rignano Flaminio, e lì sepolto.
Le sue spoglie erano ospitate in precedenza nella basilica dei Santi Cosma e Damiano in Roma, provenienti a loro volta dalla chiesa di Sant'Adalberto e Paolino, sull'isola Tiberina, dove furono traslate intorno all'anno 1000. Le spoglie sono attualmente conservate nella Chiesa di Santa Maria Assunta nel paese di Cislago, in provincia di Varese.
La festa liturgica si celebra il 16 settembre.